# Agrypnus aequalis
Agrypnus aequalis is een keversoort uit de familie van de kniptorren (Elateridae). De wetenschappelijke naam van de soort werd voor het eerst geldig gepubliceerd in 1900 door Ernest Candèze.